# Шерпень (Румунія)
Шерпень, Шерпені (рум. Șerpeni) — село у повіті Бакеу в Румунії. Входить до складу комуни Скорцень.
Село розташоване на відстані 246 км на північ від Бухареста, 17 км на захід від Бакеу, 90 км на південний захід від Ясс, 135 км на північний схід від Брашова.

## Населення
За даними перепису населення 2002 року у селі проживали 62 особи, усі — румуни. Усі жителі села рідною мовою назвали румунську.